# Царевец (област Велико Търново)
Вижте пояснителната страница за други значения на Царевец.
Ца̀ревец е село в Северна България, община Свищов, област Велико Търново.

## География
Село Царевец се намира на около 3 км южно от град Свищов. Съседни села са му Вардим – на около 8 км североизточно, Совата – на около 8 км югоизточно, Козловец – на около 8 км южно и Българско Сливово – на около 5 км югозападно. През селото минава третокласният републикански път, по който общинският център Свищов установява връзка с областния център Велико Търново.
През Царевец протича от запад на изток малка местна река (ручей), вливаща се в река Дунав, с обща дължина около 10 км и надморска височина по течението ѝ, намаляваща в границите на селото от 100 – 105 м до около 84 м. На север и на юг от нея надморската височина нараства постепенно до 130 – 140 м, а на уличното кръстовище западно от църквата е около 92 м.
Селото се намира в зоната с умерен климат. Това благоприятства развитието на растенията с относително по-малка топлолюбивост – зърнени, зеленчукови култури, слънчоглед, захарно цвекло, лоза и други.
Земеделските земи на Царевец са – според потенциалното им плодородие при неполивни условия – предимно добри. 
В близост до Царевец има места, подходящи за отдих и туризъм. Някои от тях са свързани с разположения на около 800 м северно от селото, в землището на град Свищов, манастир „Покров Богородичен“, до който има асфалтиран общински път, ляво отклонение на пътя от Царевец към Свищов.
Населението на село Царевец , наброяващо 1732 души към 1934 г., след последвали резки възходящи и низходящи колебания достига максимума си от 2276 души към 1965 г., намалява рязко до 1816 към 1975 г., а после плавно – до 1048 души към 2018 г.

## История
В землището на Царевец има документирани 9 археологически обекта – надгробни могили и могилни некрополи, всичките с неопределима хронология, както и 5 обекта – недвижими културни ценности от вид архитектурно-строителен и художествен и архитектурно-строителен и исторически. Те свидетелстват за наличие там на живот в миналото, може би още от древността.
За началото на селото няма данни. То съществува поне от 17 век като турско-българско село, с преобладаващо турско население. Намерени са монети от 18 и 19 век. След Освобождението идват малко заселници от Балкана, а по-късно от Мала Азия. По-старото име се знае като Текир, Текир капи, Текир дере, които се обясняват със старо светилище, на мястото на което вероятно се намира манастирът „Покров Богородичен“. Не е известно защо и кога е наречено Царевец, но очевидно и при преминаването на Феликс Каниц през 1868 г. е носело и това българско име.
В центъра на Царевец е издигнат паметник на загиналите воини в Руско-турската освободителна война.

## Население
Преброяване на населението през 2011 г.
Численост и дял на етническите групи според преброяването на населението през 2011 г.:
|                     | Численост | Дял (в %) |
| Общо                | 1150      | 100,00    |
| Българи             | 950       | 82,60     |
| Турци               | 3         | 0,26      |
| Цигани              | 0         | 0,00      |
| Други               | 5         | 0,43      |
| Не се самоопределят | 0         | 0,00      |
| Неотговорили        | 192       | 16,69     |

## Религии
Доминираща религия в Царевец е православното християнство.

## Обществени институции
Село Царевец е център на кметство Царевец. В селото има пощенска станция.
Църквата „Света Троица“ в село Царевец, построена през 1894 г., действа само на големи религиозни празници.
Читалище „Светлина – Царевец 1927“ е действащо, регистрирано под № 1662 в публичния регистър „Читалища“ при Министерството на културата.
Целодневната детска градина (ЦДГ) „Радост“ в село Царевец има филиали в селата Горна Студена, Козловец и Хаджидимитрово.

## Редовни събития
Съборът в Царевец е в последната събота на месец октомври.
На всеки голям празник се провеждат редовни културни мероприятия в читалище „Светлина – Царевец 1927“. Често гостуват известни изпълнители на народни песни.
През 2011 г. за първи път се провежда фолклорен фестивал с конкурсен характер „Фолклорен извор“. Организатори на фестивала са Сдружение „Фолклорен извор“, читалище „Светлина – Царевец 1927“, община Свищов и кметство Царевец. Към 2019 г. фестивалът е провеждан ежегодно.

## Спорт
ФК „Изгрев 93“